# Kunstleria
Kunstleria é um género botânico pertencente à família Fabaceae.
Trata-se de um género reconhecido pelo sistema de classificação filogenética Angiosperm Phylogeny Website.

## Taxonomia
O género foi validamente descrito por George King, após descrição inicial feita por David Prain e publicado em Journal of the Asiatic Society of Bengal 66: 109. 1897 [1898 publ. 1897].

## Espécies
Segundo o The Plant List, este género tem 15 espécies descritas, das quais apenas 8 são aceites:
- Kunstleria curtisii Prain
- Kunstleria forbesii  Prain
- Kunstleria geesinkii  Ridd.-Num. & Kornet
- Kunstleria keralensis  C.N.Mohanan & N.C.Nair
- Kunstleria kingii  Prain
- Kunstleria philippensis  Merr.
- Kunstleria ridleyi  Prain
- Kunstleria sarawakensis  Ridd.-Num. & Kornet